# Severino Achúcarro

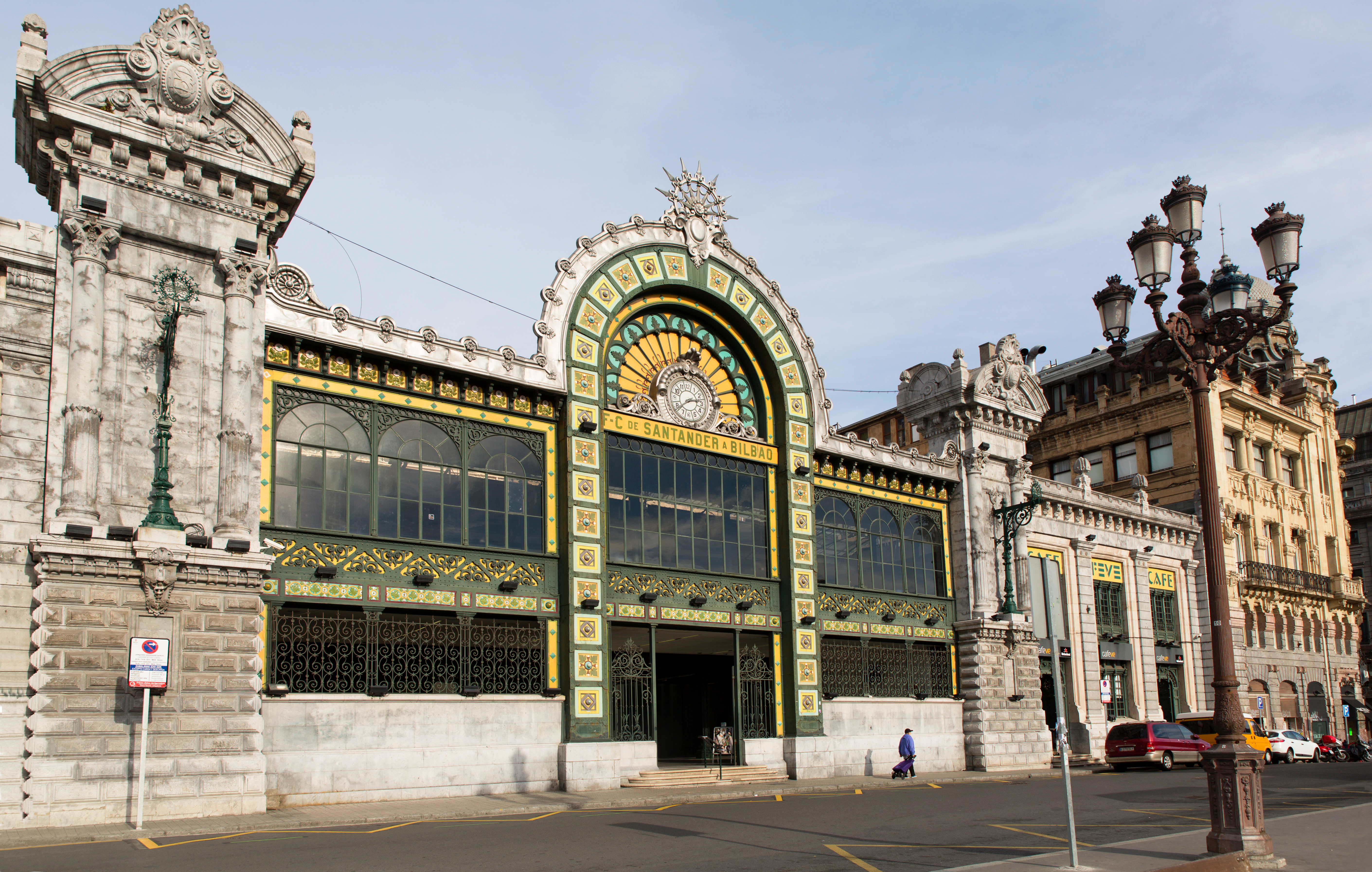
Estación Bilbao-Concordia, construida en 1898 en estilo modernista por el ingeniero Valentín Gorbeña y el arquitecto Severino Achúcarro para el ferrocarril Santander-Bilbao.

Severino Antonio de Achúcarro y Mocoroa (Bilbao, 8 de enero de 1841-París, noviembre de 1910) fue un arquitecto español representativo de su época, dominada por el eclecticismo, con una evolución hacia el modernismo, y muy especialmente, el art nouveau.
Realizó sus estudios en la Escuela de Arquitectura de Madrid licenciándose en 1866, ampliando posteriormente su formación en Angulema y París. Durante toda su vida estuvo muy relacionado con el país galo, donde también llegó a proyectar algún edificio.
Fue una figura capital de la arquitectura vasca del siglo XIX, pues ya en sus años de juventud triunfó en varios concursos y recibió encargos del Ayuntamiento bilbaíno.
Proyectó e intervino en muchos inmuebles de la Villa del Nervión como la sede de la Sociedad El Sitio en la calle Bidebarrieta (actual Biblioteca Municipal de Bidebarrieta), la reforma de la fachada de la Catedral de Santiago, el hotel Términus, la estación de tren de Santander -antigua estación de La Concordia- (1898), el edificio del Banco de Bilbao (de la plaza de San Nicolás, 4) con Eugéne Lavalle y Enrique de Epalza (1898), numerosas casas de vecindad como la de Sota en la Alameda Mazarredo, o la Casa Isidra del Cerro (1899) y Los Chelines (1902) en Castro Urdiales, entre otras. Además en 1876 elaboró, junto a Pablo de Alzola y Ernesto Hoffmeyer, el Plan de Ensanche de Bilbao.
Suyo es también, el casino de Bermeo (Vizcaya) de 1894.
Murió en París, en uno de sus innumerables viajes a Francia, en 1910.